# 38.ª Divisão (Japão)
A 38ª Divisão foi uma divisão de infantaria do Império do Japão que serviu durante a Segunda Guerra Mundial. A divisão foi formada no dia 30 de junho de 1939 em Nagoya, sendo desmobilizada no mês de setembro de 1945 com o fim da guerra.

## Comandantes
| Comandante                 | Data                                         |
| -------------------------- | -------------------------------------------- |
| Lt. General Yoji Fujii     | 2 de outubro de 1939 - 20 de junho de 1941   |
| Lt. General Tadayoshi Sano | 20 de junho de 1941 - 10 de junho de 1943    |
| Lt. General Sadaaki Kagesa | 10 de junho de 1943 - 30 de setembro de 1945 |

## Subordinação
- 21º Exército - 2 de outubro de 1939
- Exército de Campo China - 9 de fevereiro de 1940
- 23º Exército - 5 de julho de 1941
- 16º Exército - janeiro de 1942
- 17º Exército - setembro de 1942
- 8º Exército de Campo - abril de 1943

## Ordem da Batalha
- 38. Grupo de Infantaria (desmobilizada no dia 25 de julho de 1944)
- 228. Regimento de Infantaria
- 229. Regimento de Infantaria
- 230. Regimento de Infantaria
- 38. Regimento de Reconhecimento
- 38. Regimento de Artilharia de Campo
- 38. Regimento de Engenharia
- 38. Regimento de Transporte
- Unidade de comunicação